# Pupilloidea
Pupilloidea — надродина малих і дуже дрібних наземних равликів, що дихають повітрям, наземних черевоногих молюсків інфраряду Pupilloidei.

## Таксономія
До цієї надродини входять такі родини:
- Achatinellidae Gulick, 1873
- Agardhiellidae(інші мови) Harl & Páll-Gergely, 2017
- Amastridae(інші мови) Pilsbry, 1910
- Argnidae(інші мови) Hudec, 1965
- Cerastidae(інші мови) Wenz, 1923
- Cochlicopidae Pilsbry, 1900 (1879)
- Draparnaudiidae(інші мови) Solem, 1962
- Enidae(інші мови) B. B. Woodward, 1903 (1880)
- Fauxulidae(інші мови) Harl & Páll-Gergely, 2017
- Gastrocoptidae(інші мови) Pilsbry, 1918
- Lauriidae(інші мови) Steenberg, 1925
- Odontocycladidae(інші мови) Hausdorf, 1996
- Orculidae(інші мови) Pilsbry, 1918
- Pagodulinidae(інші мови) Pilsbry, 1924
- Partulidae(інші мови) Pilsbry, 1900
- Pleurodiscidae(інші мови) Wenz, 1923
- Pupillidae(інші мови) W. Turton, 1831
- Pyramidulidae(інші мови) Kennard & B. B. Woodward, 1914
- Spelaeoconchidae(інші мови) A. J. Wagner, 1928
- Spelaeodiscidae(інші мови) Steenberg, 1925
- Strobilopsidae(інші мови) Wenz, 1915
- Valloniidae Morse, 1864
- Vertiginidae Fitzinger, 1833